# Ario Costa
Ario Costa (Cogorno, 26 settembre 1961) è un ex cestista e dirigente sportivo italiano.
Alto 2,11 m, giocava nel ruolo di centro ed ha rivestito il ruolo di dirigente in svariati club italiani.

## Carriera
I primi anni di carriera gioca con il Basket Brescia. Nel 1984 passa alla Scavolini Pesaro dove ne diventò uno dei simboli. Qui conquistò due scudetti, nel 1988 e nel 1990 e due Coppa Italia, nel 1985 e nel 1992.
Si ritirò dal parquet alla fine degli anni novanta. Da allora è stato impegnato come general manager, in un primo tempo a Pesaro, e successivamente con Fabriano. Nel 2006 doveva passare a Scafati, ma per dissidi con il presidente della squadra campana ruppe prematuramente il contratto.
Firma susseguentemente un contratto come Direttore Sportivo per la Lottomatica Roma.
Il 18 giugno 2007 diviene il nuovo general manager della Eldo Napoli.
Dopo l'estromissione della Eldo Napoli dalla Serie A italiana, nella stagione sportiva 2008-09 diventa general manager prima della Juvi Basket Cremona, società di Serie A Dilettanti, e in seguito della Triboldi Cremona, formazione promossa in Serie A prima della fusione societaria tra Juvi e Soresina.
Nell'estate 2009 diventa GM del Basket Brescia Leonessa.
Nell'agosto 2012 passa alla Fulgor Libertas Forlì con l'incarico di direttore tecnico e team manager.
Nel 2013 torna a Pesaro. A giugno 2024 lascia l'incarico di Presidente e Direttore Generale della Victoria Libertas Pesaro.

## Palmarès

### Squadra
- Campionato italiano: 2

Pesaro: 1987-88, 1989-90
- Coppa Italia: 2

Pesaro: 1985, 1992

### Individuale
- Premio Reverberi: 1

Premio alla carriera: 2014-2015